# Ханчалы
Ханчалы (Ханчылы) — река в Восточной Сибири, приток реки Лена.
Протяжённость реки составляет 241 км. Площадь её водосборного бассейна насчитывает 2920 км². Впадает в реку Лена справа на расстоянии 1260 км от её устья. Берёт начало в Горном улусе, течёт по территории Намского улуса, устье — на территории Кобяйского улуса Якутии.
По данным государственного водного реестра России относится к Ленскому бассейновому округу. Код водного объекта — 18030700112117400001304.